# Ticuqueiros
Ticuqueiros é uma banda brasileira de rock e maracatu, da cidade de 
Nazaré da Mata, situada no norte do Estado de Pernambuco. 
Música pop com o influências das tradições populares tradicionais de rua da Mata Norte. 
Tais como ciranda, coco rural, bloco rural. 

## História
O Ticuqueiros foi criado em 2001, no interior do Pernambuco. O termo “ticuqueiro” designa o trabalhador que limpa a área de plantação da cana-de-açúcar durante a entressafra. Em 2003, a banda apresentou-se no Recbeat e, em 2005, no Pré Amp.
O primeiro CD da banda, intitulado Dos Canaviais da Zona da Mata, teve início com as gravações em agosto de 2005, no Batuk Estúdio, em Carpina, mesmo local onde ocorreu a mixagem. A masterização foi feita no Classic Master, em São Paulo, em dezembro de 2006.
Em 2008, o grupo realizou apresentações em festivais pela Europa, como o Festival Internacional da Nova Arte Brasileira, em Barcelona, e o Projeto Conexõs, em Porto e Lisboa.
Em 2013 lançamos o álbum FOTO DO MUNDO, com o qual fomos indicados ao Prêmio da Música Brasileira em 2014.
Em 2019, houve uma parada necessária nas atividades, e em 2024 retomamos com nova formação e produção de uma música inédita.

## Integrantes
- Ronaldo Sousa - voz e percussão
- João Paulo Rosa- bateria percussão e voz
- Guilherme de Araújo- guitarra
- Luciano Leite- baixo
- Felipe -Vieira trombone
- Fábio Pipa - percussão

## Ex-integrantes
- Sidclei - bateria

## Discografia
- 2007 - Dos Canaviais da Zona da Mata
- 2013 - Foto do Mundo
- 2025 - Plantis da Vida (single)